# Базарово (городской округ Кашира)
Базарово — деревня в городском округе Кашира Московской области.

## География
Находится в южной части Московской области на расстоянии приблизительно 7 км на юг по прямой от железнодорожной станции Кашира.

## История
Известна с 1578 года, когда она была отмечена как поместье Владычиных. В дальнейшем до 1861 году деревней владели и другие помещики: А. Д. Пущин, С. Т. Сумароков,Д. Г. Федцов, А. С. Норов, С. М. Леонтьев, Е. Ф. Челышева, А. А. Писарева, М. И. Окороков, В. А. Норов. В 1861 году 13 дворов, в 1995 — 10. До 2015 года входила в состав сельского поселения Базаровского Каширского района.

## Население
Постоянное население составляло 158 человек (1861 год), 338 (1917), 16 (1995), 49 человек в 2002 году (русские 88 %), 49 в 2010.